# 대학교육재생가속화프로그램
대학교육재생가속화프로그램(大学教育再生加速プログラム, Acceleration Program for University Education Rebuilding)은 일본 문부과학성이 실시하고 있는 국책사업이다. 대학교육재생가속화프로그램이란, "국가가 진행시켜야하는 대학교육개혁을 더욱 추진하기 위해 교육재생실행회의 등에서 나타난 새로운 방향성에 부합하는 선진적인 대처를 실시하는 대학을 지원하는 것을 목적"으로 하는 프로그램이다.